# Emmagatzematge òptic
L'emmagatzematge òptic és una variant d'emmagatzematge informàtic sorgit a finals del segle XX en el qual la gravació/reproducció es realitzen mitjançant uns raigs làser que interpreten les refraccions provocades sobre la seva pròpia emissió. Els suports d'emmagatzematge que fan ús d'aquest tipus de suport són: el Compact Disc i els formats derivats d'aquest, el DVD, el Blu-Ray Disc, l'UMD i el HD-DVD.

## Enregistrament
Durant la gravació, un díode làser emet rajos cap a un mirall situat en el capçal i la llum reflectida en el mirall travessa una lent i queda enfocada en un punt sobre la base de policarbonat del disc. Aquesta llum enfocada va gravant buits ('pits' o pous), que contrasten amb les zones on no hi ha buits ('lands' o sortints).
Els punts (tant lands com pits) tenen una profunditat de 0,6 micres. Els lands i pits configuren una mena de codi Morse que serà reinterpretat en la fase de reproducció durant la conversió D/A.
Aquests buits es van gravant en una única espiral (en la qual es poden arribar a integrar 99 pistes, tenint la separació entre les pistes una amplada d'1,6 micres). L'espiral comença a l'interior del disc (propera al centre), i finalitza en la part externa.

## Reproducció
La lectura òptica és relativament senzilla. Durant la reproducció, quan el raig làser incideix sobre la capa d'alumini reflectant, la llum és reflectida, dispersada i reencaminada mitjançant una sèrie de lents i miralls cap a un fotodíode receptor.
Aquest fotodíode és capaç d'interpretar el senyal digital. Això es deu al fet que la llum que arriba a la vall és reflectida i va desfasada mig període respecte a la que ve del sortint (pit) que és dispersada. Això permet a l'fotodíode convertir la informació òptica al codi binari:
- Es dona el valor 0 tant a la successió de sortints (lands), com a la successió de no sortints (pits).
- Es dona el valor 1 si es produeix un canvi de superfície en el sentit que sigui: tant PIT - LAND, com LAND - PIT.

Un cop interpretat el senyal digital, l'envia a un convertidor D/A (digitals analògic) que transforma el senyal digital en senyal elèctric (analògic).
Aquest senyal de sortida serà enviat als equips que hagin d'amplificar, processar o convertir novament en pressió sonora per poder sentir-la.

## Tipus d'emmagatzematge òptic
|           | Empresa              | Any  | Còdec | Resolució        | Freqüència de mostreig          | Resposta en freqüència | Rang dinàmic | Bit rate | Nombre màxim de pistes | Capacitat | Temps màxim de gravació                      |
| CD Àudio  | Sony i Philips       | 1982 | PCM   | 16 bits          | 44,1 kHz                        | 20 Hz a 20 kHz         | 90 dB        | 1,4 Mb/s | 2                      | 650 Mb    | 74 minuts                                    |
| Minidisc  | Sony                 | 1991 | ATRAC | 16 bits          | 44,1 kHz                        | 20 Hz a 20 kHz         | 90 dB        | 292 kb/s | 2                      | 1 Gb      | 45 hores                                     |
| DVD-Audio | Pioneer i Mathushita | 1997 | MLP   | 16, 20 o 24 bits | 44,1/48/88,2/96/176,4 i 192 kHz | 20 Hz a 80 kHz         | 120 dB       | 9,6 Mb/s | 6                      | 4,7 Gb    | 622 minuts (10 hores i 22 minuts)            |
| SACD      | Philips i Sony       | 1999 | DSD   | 16, 20 o 24 bits | 2,8 MHz                         | 20 Hz a 100 kHz        | 120 dB       | 2,8 Mb/s | 6                      | 4,7 Gb    | 74'(1 capa), 148' (2 capes) i 222' (3 capes) |